# Бобовини
Бобови́ни (рос. бобовины, англ. bean ore, favas, нім. Bohnenerze) — природні мінеральні утворення (конкреції) еліпсоїдної або сферичної форми розміром від 1 мм до 3 см. Широко відомі скупчення бобовин оксидів заліза, алюмінію, марганцю (так звані бобові руди). 
Бобовини розмірами від сотих долей мм до 1-2 мм складають клас мікроконкрецій і мають такі морфологічні різновиди: ооїди (овоїди), ґлобули, сфероліти, ооліти. Бобовини крупніші за 3 см, що мають концентричну будову, називаються пізолітами. 
Бобовини — це агрегати мінералів, які за зовнішнім виглядом аналогічні оолітам, але не мають концентричношаруватої будови.